# Making Trouble
Albums de Geto Boys
Grip It! On That Other Level
(1989)
Making Trouble est le premier album studio des Geto Boys, sorti le 17 février 1988.
L'album n'a pas attiré beaucoup d'attention et reste souvent oublié parmi les autres opus qui suivront et apporteront le succès au groupe.
Le groupe a utilisé un style de rap très proche de celui de Run–DMC à cette époque, beaucoup moins hardcore que celui que Scarface ou Willie D produiront ensuite dans leurs albums solo. 
Violent J, d'Insane Clown Posse a déclaré avoir été très influencé par les Geto Boys et particulièrement par le titre Assassins qu'il considère être la première chanson horrorcore jamais enregistrée. Le duo Insane Clown Posse a d'ailleurs repris ce morceau dans son album The Amazing Jeckel Brothers en 1999.
Making Trouble a été réédité à deux reprises : en 1991 pour la première version CD puis en 1998.

## Liste des titres
| 1. | Making Trouble          | | 5:19 |
| 2. | Snitches                | Nautilus de Bob James I Can't Stop de John Davis and the Monster Orchestra                                        | 2:43 |
| 3. | Balls and My Word       | My Balls and My Words de Scarface                                                                                 | 3:50 |
| 4. | Assassins               | No Wife, No Kids de Scarface                                                                                      | 5:45 |
| 5. | Why Do We Live This Way | Heaven and Hell Is on Earth du 20th Century Steel Band Celebrate the Good Things de Pleasure Tough de Kurtis Blow | 6:53 |
| 6. | I Run This              | | 4:20 |

| 1. | No Curfew               | Bouncy Lady de Pleasure                                                                                           | 3:36 |
| 2. | One Time Freestyle      | Amen, Brother des Winstons Mind Power de James Brown Extrait du générique de la série télévisée The Twilight Zone | 3:26 |
| 3. | Geto Boys Will Rock You | Purple Haze de Jimi Hendrix We Will Rock You de Queen                                                             | 3:45 |
| 4. | You Ain't Nothin'       | Don't Be Cruel d'Elvis Presley Hound Dog d'Elvis Presley                                                          | 2:46 |
| 5. | The Problem             | Bouncy Lady de Pleasure What to Do With the Cash de Scarface                                                      | 2:58 |